# Unione Sportiva Alessandria Calcio 1975-1976
Questa voce raccoglie le informazioni riguardanti l'Unione Sportiva Alessandria Calcio nelle competizioni ufficiali della stagione 1975-1976.

## Avvenimenti
- 10 luglio 1975: venne presentato il nuovo allenatore, l'ex terzino della Roma e dell'Italia Giacomo Losi[1].
- 15 luglio: chiusura del mercato estivo. Una campagna acquisti costata oltre mezzo miliardo di lire proiettò l'Alessandria nel novero delle favorite del campionato di Serie C. Alla fine del mese la squadra partì per Voltaggio, sede del ritiro[2].
- 4 agosto: il memoriale di un ex dirigente del Brindisi indusse l'ufficio inchieste della FIGC a istituire un processo per illecito sportivo. La gara in esame era Brindisi-SPAL, del campionato di Serie B appena concluso. Per l'Alessandria, che aveva chiuso il torneo retrocedendo al terzultimo posto, si concretizzarono dunque chance di ripescaggio tra i cadetti[3]. A causa del protrarsi della vicenda, il debutto in campionato contro il Sant'Angelo previsto per il 14 settembre venne rinviato al 1º ottobre[4].
- 11 settembre: il Brindisi venne assolto dalle accuse d'illecito sportivo per insufficienza di prove. L'Alessandria rimase in Serie C[5].
- 18 settembre: malgrado il passaggio del turno in Coppa Italia Semipro e nonostante non l'Alessandria non avesse ancora disputato alcuna gara di campionato, Losi fu esonerato per divergenze tecniche col presidente Sacco, determinato a ridurre i costi di gestione della società. Al suo posto fu chiamato Franco Viviani[6].
- 19 ottobre: alla sesta giornata il Monza batté i grigi e si portò a +3 dalle seconde classificate. L'Alessandria era già staccata di sei punti, bloccata al quattordicesimo posto[7].
- 31 ottobre: chiusura del mercato autunnale. La squadra costruita in estate fu smantellata tra le proteste dei tifosi. Sacco annunciò di voler mettere in vendita la società[8]. Pochi giorni dopo l'Alessandria fu eliminata dalla Coppa Italia, per mano del Lecco.
- 23 novembre: la vittoria col Vigevano permise all'Alessandria di riprendere quota. Dopo undici turni si ritrovò ottava, sempre staccata di sei lunghezze dal Monza capolista e di tre dal secondo posto, occupato dal Padova[9].
- 18 gennaio 1976: con la sconfitta di Trento, la squadra suggellò un ciclo negativo di sette gare senza vittorie e senza alcuna rete all'attivo. La situazione in classifica migliorò sensibilmente dopo la vittoria contro il Padova del 25 gennaio: al giro di boa l'Alessandria era dodicesima a 18 punti, quattordici in meno del Monza e cinque in più delle quartultime Albese e Trento[10].
- 29 febbraio: la quarta sconfitta nelle prime cinque gare del ritorno relegò definitivamente l'Alessandria nella parte destra della classifica. Solo i pessimi risultati delle ultime tre (Vigevano, Trento e Belluno) garantivano un certo margine di tranquillità ai grigi, quart'ultimi[11].
- 28 marzo: prima e ultima vittoria esterna del campionato, sul campo del derelitto Belluno. Pur non brillando, e malgrado gli infortuni degli esperti Colombo, Dolso e Vanara, la squadra riusciva ad amministrare con costanza il distacco dalle ultime tre classificate[12].
- 5 maggio: sciopero dei calciatori, che saltarono l'amichevole infrasettimanale contro la Valenzana per ritardi nella consegna degli ultimi stipendi. La situazione si normalizzò il giorno dopo, e il 9 la squadra disputò una delle gare più convincenti della stagione battendo la Pro Patria in uno stadio semivuoto[13]. Con questa vittoria l'Alessandria ottenne la matematica salvezza in un torneo che già a quattro giornate dalla fine conosceva con certezza la vincitrice e le retrocesse[14].
- 6 giugno: fine del campionato. L'Alessandria, al suo minimo storico, chiuse un campionato assolutamente al di sotto delle aspettative con tre sconfitte, in un clima di grande malcontento verso la gestione Sacco[15][16].

## Divise
| 1ª divisa | 2ª divisa |

## Organigramma societario
Area direttiva
- Presidente: Paolo Sacco
- Amministratore unico: Gino Ressia

Area tecnica
- Allenatore: Giacomo Losi, poi dal 18 settembre[6] Franco Viviani
- Allenatore in 2ª: Giancarlo Regazzoni

## Rosa
| N. |                   | Ruolo | Calciatore           |
| -- | ----------------- | ----- | -------------------- |
|    | Italia (bandiera) | P     | Sergio Favot         |
|    | Italia (bandiera) | P     | Tiberio Brutti       |
|    | Italia (bandiera) | P     | Flavio Pozzani       |
|    | Italia (bandiera) | P     | Adriano Zanier       |
|    | Italia (bandiera) | D     | Antonio Alberti      |
|    | Italia (bandiera) | D     | Ambrogio Borghi      |
|    | Italia (bandiera) | D     | Fabio Cazzola        |
|    | Italia (bandiera) | D     | Antonio Colombo      |
|    | Italia (bandiera) | D     | Franco Corigliano    |
|    | Italia (bandiera) | D     | Marcello Di Brino    |
|    | Italia (bandiera) | D     | Ivan Ghezzi          |
|    | Italia (bandiera) | D     | Gian Luigi Maggioni  |
|    | Italia (bandiera) | D     | Attilio Maldera (II) |
|    | Italia (bandiera) | C     | Glauco Di Benedetto  |
|    | Italia (bandiera) | C     | Alberto Di Meo       |
|    | Italia (bandiera) | C     | Arrigo Dolso         |

| N. |                   | Ruolo | Calciatore          |
| -- | ----------------- | ----- | ------------------- |
|    | Italia (bandiera) | C     | Sergio Galassi      |
|    | Italia (bandiera) | C     | Pier Luigi Giani    |
|    | Italia (bandiera) | C     | Danilo Pileggi      |
|    | Italia (bandiera) | C     | Giuseppe Pillon     |
|    | Italia (bandiera) | C     | Edoardo Reja        |
|    | Italia (bandiera) | C     | Elio Rinero         |
|    | Italia (bandiera) | C     | Luciano Sacchi      |
|    | Italia (bandiera) | C     | Andrea Valdinoci    |
|    | Italia (bandiera) | C     | Elio Vanara         |
|    | Italia (bandiera) | A     | Pietro Baisi        |
|    | Italia (bandiera) | A     | Emilio Frigerio     |
|    | Italia (bandiera) | A     | Antonio Marcolini   |
|    | Italia (bandiera) | A     | Michele Marullo     |
|    | Italia (bandiera) | A     | Walter Procaccini   |
|    | Italia (bandiera) | A     | Giancarlo Pulitelli |

## Risultati

### Serie C

#### Girone di andata
| Arbitro: | Lapi (Firenze) |

|                              |           |                            |
| De Bernardi 43’ Frandoli 74’ | Marcatori | 57’ Galassi 58’ Corigliano |

| Alessandria 28 settembre 1975 2ª giornata | Alessandria       | 0 – 0 | Mantova | Stadio Giuseppe Moccagatta\| Arbitro: \| Bitocchi (Tivoli) \| |
| Arbitro:                                  | Bitocchi (Tivoli) |       |         |                                                               |

| Arbitro: | Colasanti (Roma) |

|                            |           |  |
| Pulitelli 6’ Marcolini 68’ | Marcatori |  |

| Arbitro: | Falasca (Chieti) |

|             |           |  |
| Gaiardi 36’ | Marcatori |  |

| Arbitro: | Grillenzoni (Finale Emilia) |

|                  |           |             |
| Santi 52’ (aut.) | Marcatori | 90’ Zandegù |

| Arbitro: | Lanzetti (Viterbo) |

|                        |           |  |
| Sanseverino 57’ (rig.) | Marcatori |  |

| Arbitro: | Tani (Livorno) |

|           |           |  |
| Giani 45’ | Marcatori |  |

| Alba 1º novembre 1975 8ª giornata | Albese        | 0 – 0 | Alessandria | Stadio San Cassiano\| Arbitro: \| Redini (Pisa) \| |
| Arbitro:                          | Redini (Pisa) |       |             |                                                    |

| Arbitro: | D'Elia (Salerno) |

|                            |           |           |
| Dolso 40’ (rig.) Giani 73’ | Marcatori | 71’ Grion |

| Arbitro: | Lanzafame (Taranto) |

|             |           |  |
| Fogolin 59’ | Marcatori |  |

| Arbitro: | Baldari (Roma) |

|                            |           |                     |
| Marullo 29’, 66’ Dolso 42’ | Marcatori | 64’ (rig.) Vallongo |

| Vercelli 30 novembre 1975 12ª giornata | Pro Vercelli      | 0 – 0 | Alessandria | Stadio Leonida Robbiano\| Arbitro: \| Bergamo (Livorno) \| |
| Arbitro:                               | Bergamo (Livorno) |       |             |                                                            |

| Arbitro: | Ballerini (La Spezia) |

|                            |           |  |
| Basili 67’ G. Skoglund 70’ | Marcatori |  |

| Alessandria 14 dicembre 1975 14ª giornata | Alessandria      | 0 – 0 | Venezia | Stadio Giuseppe Moccagatta\| Arbitro: \| Tempio (Catania) \| |
| Arbitro:                                  | Tempio (Catania) |       |         |                                                              |

| Alessandria 4 gennaio 1976 15ª giornata | Alessandria        | 0 – 0 | Seregno | Stadio Giuseppe Moccagatta\| Arbitro: \| Gazzari (Macerata) \| |
| Arbitro:                                | Gazzari (Macerata) |       |         |                                                                |

| Busto Arsizio 7 gennaio 1976 16ª giornata | Pro Patria        | 0 – 0 | Alessandria | Stadio Comunale\| Arbitro: \| Patrussi (Arezzo) \| |
| Arbitro:                                  | Patrussi (Arezzo) |       |             |                                                    |

| Arbitro: | Migliore (Salerno) |

|  |           |                    |
|  | Marcatori | 11’ (rig.) Finardi |

| Arbitro: | Tani (Livorno) |

|             |           |  |
| Damonti 44’ | Marcatori |  |

| Arbitro: | Bei (Roma) |

|                             |           |  |
| Giani 8’ (rig.) Marullo 72’ | Marcatori |  |

#### Girone di ritorno
| Arbitro: | Vitali (Bologna) |

|                                                   |           |                  |
| Bracchi 24’, 29’ Speggiorin 57’ Zanier 73’ (aut.) | Marcatori | 15’, 60’ Marullo |

| Arbitro: | Prestigiovanni (Trapani) |

|  |           |              |
|  | Marcatori | 54’ Osellame |

| Arbitro: | Lapi (Firenze) |

|               |           |  |
| Mongitore 30’ | Marcatori |  |

| Arbitro: | G. Panzino (Catanzaro) |

|           |           |  |
| Baisi 75’ | Marcatori |  |

| Arbitro: | Redini (Pisa) |

|                                      |           |              |
| Volpi 22’ (rig.) Angiolillo 71’, 88’ | Marcatori | 17’ Frigerio |

| Arbitro: | D'Elia (Salerno) |

|             |           |  |
| Colombo 61’ | Marcatori |  |

| Arbitro: | Patrussi (Arezzo) |

|                              |           |           |
| Buscaglia 45’ V. Landini 86’ | Marcatori | 51’ Baisi |

| Alessandria 21 marzo 1976 27ª giornata | Alessandria        | 0 – 0 | Albese | Stadio Giuseppe Moccagatta\| Arbitro: \| B. Marino (Genova) \| |
| Arbitro:                               | B. Marino (Genova) |       |        |                                                                |

| Arbitro: | Pieroni (Fabriano) |

|  |           |              |
|  | Marcatori | 37’ Frigerio |

| Arbitro: | Fr. Lazzaroni (Abbiategrasso) |

|             |           |  |
| Marullo 62’ | Marcatori |  |

| Arbitro: | Foschi (Forlì) |

|                             |           |  |
| Vallongo 27’ Piemontese 51’ | Marcatori |  |

| Alessandria 18 aprile 1976 31ª giornata | Alessandria              | 0 – 0 | Pro Vercelli | Stadio Giuseppe Moccagatta\| Arbitro: \| Morganti (Ascoli Piceno) \| |
| Arbitro:                                | Morganti (Ascoli Piceno) |       |              |                                                                      |

| Arbitro: | Zuffi (Ravenna) |

|           |           |  |
| Giani 65’ | Marcatori |  |

| Arbitro: | Lanzetti (Viterbo) |

|                          |           |                      |
| Sartori 29’ De Cecco 75’ | Marcatori | 35’ (aut.) Bassanese |

| Arbitro: | Prato (Lecce) |

|                             |           |  |
| Giani 33’ Frigerio 48’, 49’ | Marcatori |  |

| Arbitro: | Carvani (Piacenza) |

|                 |           |             |
| Erba 82’ (rig.) | Marcatori | 39’ Cazzola |

| Arbitro: | Gazzari (Macerata) |

|               |           |  |
| Mondonico 60’ | Marcatori |  |

| Arbitro: | Adamu (Cagliari) |

|  |           |                             |
|  | Marcatori | 24’ Di Giovanni 60’ Damonti |

| Arbitro: | Manfredini (Pavia) |

|              |           |  |
| Ballarin 85’ | Marcatori |  |

### Coppa Italia Semiprofessionisti

#### Girone eliminatorio
| Novi Ligure 24 agosto 1975 | Novese | 0 – 0 | Alessandria | Stadio Comunale |

| Vigevano 27 agosto 1975 | Vigevano | 2 – 2 | Alessandria | Stadio Comunale |

| Alessandria 3 settembre 1975 | Alessandria | 3 – 0 | Novese | Stadio Giuseppe Moccagatta |

| Alessandria 7 settembre 1975                   | Alessandria | 1 – 0 | Vigevano | Stadio Giuseppe Moccagatta |
| \| \| \| \| \| Di Brino 10’ \| Marcatori \| \| |             |       |          |                            |
|                                                |             |       |          |                            |
| Di Brino 10’                                   | Marcatori   |       |          |                            |

#### Sedicesimi di finale
| Arbitro: | Celli (Trieste) |

|                                  |           |  |
| Filacchione 71’ Volpi 80’ (rig.) | Marcatori |  |

| Alessandria 4 novembre 1975 | Alessandria | 0 – 0 | Lecco | Stadio Giuseppe Moccagatta |

## Statistiche

### Statistiche di squadra
| Competizione         | Punti | In casa | In casa | In casa | In casa | In casa | In casa | In trasferta | In trasferta | In trasferta | In trasferta | In trasferta | In trasferta | Totale | Totale | Totale | Totale | Totale | Totale | DR |
| Competizione         | Punti | G       | V       | N       | P       | Gf      | Gs      | G            | V            | N            | P            | Gf           | Gs           | G      | V      | N      | P      | Gf     | Gs     | DR |
| -------------------- | ----- | ------- | ------- | ------- | ------- | ------- | ------- | ------------ | ------------ | ------------ | ------------ | ------------ | ------------ | ------ | ------ | ------ | ------ | ------ | ------ | -- |
| Serie C              | 33    | 19      | 10      | 6       | 3       | 18      | 7       | 19           | 1            | 5            | 13           | 9            | 25           | 38     | 11     | 11     | 16     | 27     | 32     | -5 |
| Coppa Italia Semipro |       | 3       | 2       | 1       | 0       | 4       | 0       | 3            | 0            | 2            | 1            | 2            | 4            | 6      | 2      | 3      | 1      | 6      | 4      | +2 |
| Totale               | -     | 22      | 12      | 7       | 3       | 22      | 7       | 22           | 1            | 7            | 14           | 11           | 29           | 44     | 13     | 14     | 17     | 33     | 36     | -3 |

### Statistiche dei giocatori[18]
| Giocatore       | Serie C  | Serie C | Coppa Italia Semipro | Coppa Italia Semipro | Totale   | Totale |
| Giocatore       | Presenze | Reti    | Presenze             | Reti                 | Presenze | Reti   |
| --------------- | -------- | ------- | -------------------- | -------------------- | -------- | ------ |
| A. Alberti      | 11       | 0       | ?                    | ?                    | 11+      | 0+     |
| P. Baisi        | 26       | 2       | ?                    | ?                    | 26+      | 2+     |
| A. Borghi       | 34       | 0       | ?                    | ?                    | 34+      | 0+     |
| F. Cazzola      | 16       | 1       | ?                    | ?                    | 16+      | 1+     |
| A. Colombo      | 33       | 1       | ?                    | ?                    | 33+      | 1+     |
| F. Corigliano   | 6        | 1       | ?                    | ?                    | 6+       | 1+     |
| G. Di Benedetto | 14       | 0       | ?                    | ?                    | 14+      | 0+     |
| M. Di Brino     | 37       | 0       | 1+                   | 1+                   | 38+      | 1+     |
| A. Di Meo       | 3        | 0       | ?                    | ?                    | 3+       | 0+     |
| A. Dolso        | 26       | 2       | ?                    | ?                    | 26+      | 2+     |
| S. Favot        | 2        | -2      | ?                    | ?                    | 2+       | -2+    |
| E. Frigerio     | 28       | 4       | ?                    | ?                    | 28+      | 4+     |
| S. Galassi      | 9        | 1       | ?                    | ?                    | 9+       | 1+     |
| I. Ghezzi       | 7        | 0       | ?                    | ?                    | 7+       | 0+     |
| P.L. Giani      | 30       | 5       | ?                    | ?                    | 30+      | 5+     |
| G.L. Maggioni   | 6        | 0       | ?                    | ?                    | 6+       | 0+     |
| A. Maldera (II) | 4        | 0       | ?                    | ?                    | 4+       | 0+     |
| A. Marcolini    | 4        | 1       | ?                    | ?                    | 4+       | 1+     |
| M. Marullo      | 25       | 6       | ?                    | ?                    | 25+      | 6+     |
| D. Pileggi      | 4        | 0       | ?                    | ?                    | 4+       | 0+     |
| G. Pillon       | 29       | 0       | ?                    | ?                    | 29+      | 0+     |
| F. Pozzani      | 6        | -5      | ?                    | ?                    | 6+       | -5+    |
| W. Procaccini   | 1        | 0       | ?                    | ?                    | 1+       | 0+     |
| G. Pulitelli    | 6        | 1       | ?                    | ?                    | 6+       | 1+     |
| E. Reja         | 25       | 0       | ?                    | ?                    | 25+      | 0+     |
| L. Sacchi       | 3        | 0       | ?                    | ?                    | 3+       | 0+     |
| A. Valdinoci    | 5        | 0       | ?                    | ?                    | 5+       | 0+     |
| E. Vanara       | 25       | 0       | ?                    | ?                    | 25+      | 0+     |
| A. Zanier       | 31       | -25     | ?                    | ?                    | 31+      | -25+   |